# Eden Sher
Eden Rebecca Sher (Los Ángeles, California; 26 de diciembre de 1991) es una actriz estadounidense, reconocida especialmente por su papel como Sue Heck en la serie de televisión The Middle, Carrie Fenton en Sons & Daughters y Star Butterfly en Star vs. the Forces of Evil.

## Biografía
Eden inició su carrera desde muy pequeña, haciendo anuncios. A los 8 años participó en el programa  The Tonight Show with Jay Leno. En 2001 consiguió un papel en la película Stuck en compañía de Andrea Garces y también hizo apariciones en las películas Capital One y Fruity Pebbles.
A los 14 años participó en la serie de televisión de Showtime Weeds.
Actuó en la serie cómica de la ABC The Middle, donde interpretaba el papel de Sue Heck, la hija adolescente de la familia protagonista.
También ha escrito recientemente un libro para jóvenes llamado "The Emotionary", un diccionario de palabras que no existen para sentimientos o sensaciones.

## Filmografía
| Cine       | Cine                        | Cine                                | Cine                                                  |
| Año        | Película                    | Personaje                           | Notas                                                 |
| ---------- | --------------------------- | ----------------------------------- | ----------------------------------------------------- |
| 2001       | Stuck                       | Niña oruga                          | Protagonista                                          |
| 2012       | Middle School Cupid         | Fanny Fresno                        | Protagonista                                          |
| 2014       | Veronica Mars               | Penny - Asistente de James Franco   | Personaje secundario                                  |
| 2016       | Temps                       | Amy                                 |                                                       |
| 2017       | The Outcasts                | Mindy                               | Protagonista                                          |
| 2018       | Step Sisters                | Beth                                |                                                       |
| Televisión |                             |                                     |                                                       |
| Año        | Programa                    | Personaje                           | Notas                                                 |
| 2007       | The O. C.                   | Jane                                | Episodio: "The Dream Lover"                           |
| 2006       | Weeds                       | Gretchen                            | Personaje secundario (8 episodios)                    |
| 2006       | Sons & Daughters            | Carrie Fenton                       | Personaje secundario (11 episodios)                   |
| 2008       | The Middleman               | Cindy Marshall                      | Episodio: "The Boyband Superfan Interrogation"        |
| 2009       | Party Down                  | Monica McSpadden                    | Episodio: "Willow Canyon Homeowners Annual Party"     |
| 2009       | Sonny with a Chance         | Lucy                                | Episodio: "Three's Not Company"                       |
| 2009—2018  | The Middle                  | Sue Heck                            | Protagonista (215 episodios)                          |
| 2012       | Pair of Kings               | Billie                              | Episodio: "The Oogli Stick"                           |
| 2015— 2019 | Star vs. the Forces of Evil | Star Butterfly (voz)                | Protagonista                                          |
| 2016       | Sing It!                    | Jessica                             | Episodios: "Let's Sell Out!" y "And the Winner Is..." |
| 2018       | Robot Chicken               | Karen / Sarah / Widowed Mouse (voz) | Episodio: "Things Look Bad for the Streepster"        |
| 2018       | Superstore                  | Penny                               | Episodio: "Maternity Leave"                           |
| 2019       | Jane the Virgin             | PJ Fields                           | Personaje secundario (Temporada 5)                    |

### Web
| Año  | Título                              | Personaje     | Notas                     |
| ---- | ----------------------------------- | ------------- | ------------------------- |
| 2010 | Stalker Chronicles                  | Jenny         | Episodio: "Gutter Dolls"  |
| 2013 | Lizzie & Ali, a (Mostly) True Story | Emily Dworkin | Episodio: "5"             |
| 2014 | Scotch Moses                        | Claire        | Episodio: "Group Therapy" |

## Premios y candidaturas
| Año  | Otorga                           | Premio                                                     | Trabajo    | Resultado |
| ---- | -------------------------------- | ---------------------------------------------------------- | ---------- | --------- |
| 2010 | Young Artist Award               | Mejor interpretación en una serie de televisión            | The Middle | Nominada  |
| 2011 | Young Artist Award               | Outstanding Young Ensemble in a TV Series (among the cast) | The Middle | Nominada  |
| 2011 | Critics' Choice Television Award | Mejor actriz de reparto en serie de comedia                | The Middle | Nominada  |
| 2012 | Critics' Choice Television Award | Mejor actriz de reparto en serie de comedia                | The Middle | Nominada  |
| 2013 | Critics' Choice Television Award | Mejor actriz de reparto en serie de comedia                | The Middle | Ganadora  |
| 2015 | Critics' Choice Television Award | Mejor actriz de reparto en serie de comedia                | The Middle | Nominada  |
| 2016 | Critics' Choice Television Award | Mejor actriz de reparto en serie de comedia                | The Middle | Nominada  |